# Brian Moore
Brian Moore (Belfast, 25 de agosto de 1921-Malibú, 11 de enero de 1999) fue un novelista, guionista, reportero y profesor británico. Prolífico autor de novelas, cuentos, textos de no ficción y guiones cinematográficos, muchos de los cuales se convirtieron en películas.
Nacido en Irlanda del Norte, emigró a Canadá y luego vivió en Estados Unidos. Fue reconocido por las descripciones en sus novelas de la vida en Irlanda del Norte después de la Segunda Guerra Mundial, en particular por su examen de las divisiones intercomunales en el conflicto norirlandés; ha sido descrito como «uno de los pocos auténticos maestros de la novela contemporánea». Fue galardonado con el premio conmemorativo James Tait Black, el del Gobernador General de Canadá y el Sunday Express libro del año, y fue preseleccionado tres veces para el premio Booker.

## Primeros años
Nació y creció en Belfast con ocho hermanos en una gran familia católica. Su abuelo, un solicitor severo y autoritario, había sido un católico converso. Su padre, James Bernard Moore, fue un destacado cirujano y su madre, Eileen McFadden Moore, hija de un granjero del condado de Donegal, era enfermera. Su tío era el destacado nacionalista irlandés, Eoin MacNeill, fundador de la Liga Gaélica —una organización que promueve el idioma irlandés— y profesor de irlandés en el University College Dublin.
Se educó en St Malachy's College, Belfast. Dejó la universidad en 1939 habiendo reprobado sus exámenes de último año. La descripción física de la escuela en The Feast of Lupercal se asemeja mucho a su alma mater y se considera que es un escenario ligeramente ficticio de la universidad tal como la recordaba.

## Vida personal
Se casó dos veces. Su primer matrimonio, en 1952, fue con Jacqueline Scully, una francocanadiense y compañera periodista con quien tuvo un hijo, Michael (que se convirtió en fotógrafo profesional) en 1953. En octubre de 1967 se casó con su segunda esposa, Jean Denney, excomentarista de la televisión canadiense.
Su casa en la playa en Malibú fue inspiración para el poema de Seamus Heaney Remembering Malibu. La viuda de Moore, Jean, vivió en esa casa hasta que fue destruida por el incendio forestal de Woolsey en 2018.

## Servicio en la guerra y emigración
Fue guardia voluntario de Air Raid Precautions (servicio de defensa civil) durante la Segunda Guerra Mundial. Luego cumplió servicio como civil en el Ejército Británico en África del Norte, Italia y Francia. Después de que terminó la guerra, trabajó en Europa Oriental para la Administración de las Naciones Unidas para el Auxilio y la Rehabilitación.
En 1948 emigró a Canadá para trabajar como reportero en el diario Montreal Gazette y se convirtió en ciudadano canadiense. Aunque su residencia principal estaba en California, continuó viviendo parte de cada año en Canadá hasta su muerte. En 1958 se mudó a Nueva York en 1959 para obtener una beca Guggenheim y permaneció allí hasta su divorcio en 1967. Luego se mudó a la costa oeste de los Estados Unidos, instalándose en Malibú, California, con su nueva esposa Jean. Enseñó escritura creativa en la UCLA.

## Muerte
Falleció en su casa de Malibú el 11 de enero de 1999, a los 77 años, de fibrosis pulmonar. Había estado trabajando en una novela sobre el poeta simbolista francés del siglo XIX Arthur Rimbaud. Su último trabajo publicado antes de su muerte fue un ensayo titulado Going Home; fue una reflexión inspirada en una visita que hizo, en Connemara, a la tumba del amigo de la familia, el nacionalista irlandés Bulmer Hobson. El ensayo fue comisionado por la revista literaria Granta y publicado en The New York Times el 7 de febrero de 1999. A pesar de la actitud a menudo conflictiva de Moore hacia Irlanda y su carácter irlandés, su reflexión final en la obra fue: 

El pasado está sepultado hasta que, en Connemara, la vista de la tumba de Bulmer Hobson me trae de vuelta esos rostros, esas escenas, esos sonidos y olores que ahora solo viven en mi memoria. Y en ese momento sé que cuando muera me gustaría volver a casa por fin para ser enterrado aquí en este lugar tranquilo entre las vacas pastando.
Brian Moore

## Libros y temas
Escribió sus primeros libros en Canadá, novelas de suspenso publicadas con su nombre o con los seudónimos Bernard Mara o Michael Bryan. Las dos primeras de estas obras, que eran de estilo pulp, fueron Wreath for a Redhead en marzo de 1951 y The Executioners en julio de 1951, a las que luego repudió.
Judith Hearne, que Moore consideró su primera novela y fue la primera que produjo fuera del género del suspenso, sigue siendo una de las más respetadas. El libro fue rechazado por diez editores estadounidenses antes de ser aceptado por un editor británico. Basándose en este libro, en 1987 se filmó la película The Lonely Passion of Judith Hearne, dirigida por Jack Clayton, con la actriz británica Maggie Smith interpretando a la solterona solitaria que es el personaje principal de la historia. 
Otras de sus novelas fueron adaptadas para la pantalla, incluyendo Intent to Kill, The Luck of Ginger Coffey, Catholics, Black Robe, Cold Heaven y The Statement. Coescribió el guion de Torn Curtain –de Alfred Hitchcock— y escribió el guion de The Blood of Others, basado en la novela Le Sang des autres de Simone de Beauvoir.
Algunas de sus novelas presentan temas decididamente antidoctrinarios y anticlericales y, en particular, hablan fuertemente sobre el efecto de la Iglesia en la vida en Irlanda. Un tema recurrente en sus novelas es el concepto del sacerdocio católico. En varias ocasiones, explora la idea de que un sacerdote pierda la fe. Al mismo tiempo, varias de sus novelas son representaciones profundamente comprensivas y afirmativas de las luchas de la fe y el compromiso religioso, entre las que destaca Black Robe. En la trama de sus novelas The Feast of Lupercal y The Emperor of Ice-Cream, Moore representa críticamente su experiencia educacional en Belfast.
Fue comparado muchas veces con James Joyce y Graham Greene; este último dijo de él que «era su novelista vivo favorito».

## Legado
La Creative Writers Network de Irlanda del Norte lanzó en 1996 los premios «Brian Moore Short Story», que estaban dirigidos a autores de Irlanda; en 2008 incluyeron a escritores de ascendencia irlandesa sin considerar su residencia. Los premios se entregaron hasta 2008.
Moore ha sido objeto de dos biografías: Brian Moore: The Chameleon Novelist (1998) de Denis Sampson  y Brian Moore: A Biography (2002) de Patricia Craig. Brian Moore and the Meaning of the Past (2007), de Patrick Hicks, ofrece una retrospectiva crítica de sus obras. Se puede encontrar información sobre la publicación de la novela Judith Hearne y la ruptura de su matrimonio en Stet: a memoir (2000) de Diana Athill.
En 1975 dispuso que sus materiales literarios, cartas y documentos fueran depositados en la División de Colecciones Especiales de la biblioteca de la Universidad de Calgary, cuyo inventario fue publicado por la editorial de la institución en 1987. Sus archivos, que incluyen guiones sin interpretar, borradores de varias novelas, notas de trabajo, una revista de 42 volúmenes (1957-1998) y su correspondencia, entre otros documentos, se encuentran ahora en el Centro Harry Ransom —Humanities Research Center hasta 1983— en la Universidad de Texas en Austin.

### No ficción y ensayos
- Moore, Brian (1963). Canada (en inglés). Nueva York: Time-Life Books. OCLC 911920176
- —————— (1970). Now and Then. Belfast: Threshold, n.º 23: «The Northern Crisis», editor John Montague. Teatro Lírico de Belfast. Republicado como Bloody Ulster: An Irishman's Lament en la revista The Atlantic, septiembre de 1970.[21]
- —————— (1982). «Old father, old artificer». Irish University Review 12 (1):13-16. ISSN 0021-1427
- —————— (1999).Going home.[10]

### Novelas
- Moore, Brian (1951). Wreath for a redhead  Toronto: Harlequin. Título en Estados Unidos: Sailor's Leave (1953).
- —————— (1951). The executioners (en inglés). Toronto, Ontario: Harlequin.
- —————— (1954). French for murder (en inglés). Nueva York: Gold Medal Books, con el seudónimo Bernard Mara.
- —————— (1955). A bullet for my lady (en inglés). Nueva York: Fawcett, con el seudónimo Bernard Mara.
- —————— (1955). Judith Hearne (en inglés). Reimpreso como The lonely passion of Judith Hearne en 1956. Traducción al alemán: Hermann Stiehl, Die einsame Passion der Judith Hearne.
- —————— (1956). This gun for Gloria (en inglés). Nueva York: Gold Medal Books, con el seudónimo Bernard Mara.
- —————— (1956). Intent to kill (en inglés). Nueva York: Dell Publishing Company, con el seudónimo Michael Bryan.
- —————— (1957). The feast of Lupercal (en inglés). Reimpreso como A moment of love en 1969. Traducción al alemán: Malte Krutzsch (1964) Saturnischer Tanz.
- —————— (1957). Murder in Majorca (en inglés). Nueva York: Dell Publishing Company, con el seudónimo Michael Bryan.
- —————— (1960). The luck of Ginger Coffey (en inglés). Toronto: McClelland and Stewart.
- —————— (1962). An answer from limbo (en inglés). Boston: Little, Brown and Company.
- —————— (1965). The emperor of ice-cream (en inglés). Toronto: McClelland and Stewart.[22] ISBN 9780771092909
- —————— (1968). I am Mary Dunne (en inglés). Toronto: McClelland and Stewart.
- —————— (1970). Fergus (en inglés). Toronto: McClelland and Stewart. ISBN 9780030853197
- —————— (1971). The revolution script (en inglés). Toronto: McClelland and Stewart. ISBN 9780771064319
- —————— (1972). Catholics (en inglés). Toronto: McClelland and Stewart. Publicado por primera vez en New American Review n.º 15 (Nueva York: Simon & Schuster 1972) pp. 11–72. Traducción al alemán: Elisabeth Schnack (1978) Katholiken. ISBN 9780224007672
- —————— (1975). The great victorian collection (en inglés). Nueva York: Farrar, Straus and Giroux. Traducción al alemán: (1978) Die grosse viktorianische Sammlung. ISBN 9780374166564
- —————— (1976). The doctor's wife (en inglés). ISBN 9780770415068
- —————— (1979). The Mangan inheritance (en inglés). Londres: Jonathan Cape. Originalmente publicado como The family album.[23] Traducción al alemán: (1999) Mangans Vermächtnis: eine irische Familiengeschichte. ISBN 9780224017473
- —————— (1981). The temptation of Eileen Hughes (en inglés). Nueva York: Farrar, Straus and Giroux. Traducción al alemán: Nikolaus Stingl (1999) Die Versuchung der Eileen Hughes.[24]ISBN 9780374272852
- —————— (1983). Cold heaven (en inglés). Toronto: McClelland and Stewart.[25] ISBN 9780771064418
- —————— (1985). Black robe (en inglés). Toronto: McClelland and Stewart. Traducción al alemán: Otto Bayer (1987) Schwarzrock.[26] ISBN 9780771064494
- —————— (1987). The colour of blood (en inglés). Nueva York: E. P. Dutton. ISBN 9780525245391
- —————— (1990). Lies of silence (en inglés).
- —————— (1993). No other life (en inglés). Toronto: A. A. Knopf Canada. ISBN 9780394280042
- —————— (1995). The statement (en inglés). Toronto: A. A. Knopf Canada. ISBN 9780394281421
- —————— (1997). The magician's wife (en inglés). Londres: Bloomsbury Publishing. ISBN 9780747537182

### Cuentos
- Sassenach, Northern Review 5 (octubre–noviembre de 1951)
- Fly Away Finger, Fly Away Thumb, London Mystery Magazine, 17, septiembre de 1953 : reimpreso en Haining, Peter (ed.) Great Irish Tales of Horror], Souvenir Press 1995; y en la colección del autor The Dear Departed: Selected Short Stories (2020). Londres: Turnpike Books.
- The Specialist, Bluebook, marzo de 1953.[27]
- Enemies of the People, Bluebook, mayo de 1953.[27]
- The Ridiculous Proposal, Bluebook, enero de 1954.[27]
- A Vocation, Tamarack Review 1 (1956): 18–22; reimpreso en Threshold 2 (1958): 21–25; y en The Irish Genius (1960), Garrity, Devin A (ed.). New York: New American Library, pp. 125–128; reimpreso para el proyecto Verbal Arts Centre, 1998; y para la colección del autor The Dear Departed: Selected Short Stories (2020).  Londres: Turnpike Books.
- Lion of the Afternoon, The Atlantic, noviembre de 1957; reimpreso en A Book of Canadian Stories, Desmond Pacey (ed.)  (1962). Toronto: Ryerson Press, pp. 283–293; y en la colección del autor The Dear Departed: Selected Short Stories (2020). Londres: Turnpike Books
- Next Thing was Kansas City, The Atlantic, febrero de 1959.
- Grieve for the Dear Departed, The Atlantic, agosto de 1959; reimpreso en Pick of Today's Short Stories, no. 12, (1960), John Pudney (ed.). Londres: Putnam, pp. 179–188; y para la colección del autor The Dear Departed: Selected Short Stories (2020). Londres: Turnpike Books
- Uncle T, Gentleman's Quarterly, noviembre de 1960; reimpreso en Two Stories y en la colección del autor The Dear Departed: Selected Short Stories (2020). Turnpike Books
- Preliminary Pages for a Work of Revenge, Midstream 7 (Winter 1961); reimpreso en The Dolmen: Miscellany of Irish Writing (1962), de John Montague y Thomas Kinsella (eds.) Dublin: Dolman, pp. 1–7; también en Canadian Writings Today, Richler, Mordecai (ed.), Harmondsworth: Penguin Books, pp. 135–145; reimpreso en Two Stories y en la colección del autor The Dear Departed: Selected Short Stories (2020). Londres: Turnpike Books.
- Hearts and Flowers, The Spectator, 24 de noviembre de 1961, reimpreso en la colección del autor The Dear Departed: Selected Short Stories (2020). Londres: Turnpike Books.
- Off the Track, Robert Weaver (ed.) Ten for Wednesday Night, Toronto: McClelland and Stewart Ltd., 1961, pp. 159–167; reimpreso en Modern Canadian Stories, Giose Rimanelli, Giose; Ruberto, Robert (eds.) (1966), Toronto: Ryerson Press, pp. 239–246 y en la colección del autor The Dear Departed: Selected Short Stories (2020). Londres: Turnpike Books.
- The Sight, Hone, Joseph (ed.) Irish Ghost Stories, Londres: Hamish Hamilton, 1977, pp. 100–119; reimpreso en Black Water, Manguel, Alberto (ed.) Picador 1983; y en The Oxford Book of Canadian Ghost Stories, Manguel, Alberto (ed.), Toronto: Oxford University Press 1990.
- A Bed in America, inédito; posteriormente utilizado en la película de Hitchcock Torn Curtain
- A Matter of Faith, inédito.

### Colecciones de cuentos
- Two Stories (1978) Northridge, California: Santa Susana Press. Contains "Uncle T" and "Preliminary Pages for a Work of Revenge" ISBN 978-0937048221
- The Dear Departed: Selected Short Stories (2020) Londres: Turnpike Books. ISBN 9781916254701[28]

### Guiones
- The Closing Ritual (1979), no interpretado.
- Catholics (1980), estreno en ACT Theatre, Seattle, en mayo de 1980.
- The Game, no interpretado.[29]

### Guiones cinematográficos
- Dustin is Dustin (sin fecha; en la colección especial de la Universidad de Calgary.[29]
- The Goat (1964).[29]
- The Luck of Ginger Coffey (1964)
- Torn Curtain (1966)
- The Slave (1967), basada en la novela An Answer from Limbo.[30]
- Catholics (1973)
- The Closing Ritual (1979)
- The Blood of Others (1984)
- Brainwash (1985).[30]
- The Sight (1985), drama de media hora basado en el cuento del mismo nombre.[31]
- Il giorno prima (Control) (1987)
- Gabrielle Chanel (1988)[30][32]
- The Temptation of Eileen Hughes (1988)
- Black Robe (1991).

### Libros y artículos sobre el autor y su obra
- Athill, Diana. Stet: a memoir, Londres: Granta ISBN 1-86207-388-0, 2000
- Craig, Patricia. Brian Moore: A Biography, Bloomsbury Publishing, ISBN 978-0747560043, 2002
- Cronin, John. "Ulster's Alarming Novels", Eire-Ireland IV (Winter 1969), p. 27–34
- Cronin, John. «The Reslient Realism of Brian Moore». The Irish University Review 18: 24-36., 1988
- Dahlie, Hallvard. Brian Moore, Toronto: The Copp Clark Publishing Co., 1969
- Dahlie, Hallvard. Brian Moore, Boston: G. K. Hall & Co., 1981
- Flood, Jeanne. Brian Moore, Lewisburg, Penn.: Bucknell University Press; Londres: Associated University Presses, 1974
- Foster, John Wilson. "Passage Through Limbo: Brian Moore's North American Novels", Critique XIII (Winter 1971), pp. 5–18
- Foster, John Wilson. Forces and Themes in Ulster Fiction, Dublin: Gill and Macmillan, 1974, pp. 122–130; 151–185
- Hicks, Patrick. "History and Masculinity in Brian Moore's "The Emperor of Ice-Cream", The Canadian Journal of Irish Studies, Vol. 25, No. 1/2 (Jul–Dec 1999), pp. 400–413
- Gearon, Liam. "No other life: Death and Catholicism in the works of Brian Moore", Journal of Beliefs and Values, Vol 19, No 1, pp. 33–46, 1998
- Gearon, Liam. Landscapes of Encounter: The Portrayal of Catholicism in the Novels of Brian Moore, University of Calgary Press, 2002. ISBN 1 55238 048 3
- Hicks, Patrick. Brian Moore's The Feast of Lupercal and the Constriction of Masculinity, New Hibernia Review, Vol 5, No 3, pp. 101–113, Fómhar/Autumn 2001.[33]
- Hicks, Patrick. «The Fourth Master: Reading Brian Moore Reading James Joyce». Ariel 38: 2-3., abril-julio de 2007.
- Hicks, Patrick. "Sleight-of-Hand: Writing, History and Magic in Brian Moore's The Magician's Wife", Commonwealth Essays and Studies ["Postcolonial Narratives" Issue] 27, 2 (Spring 2005), pp. 87–95.
- Hicks, Patrick. Brian Moore and the Meaning of the Past, Edwin Mellen Press Ltd., ISBN 0773454039, ISBN 978-0773454033, 2007
- Koy, Christopher. Representations of the Quebecois in Brian Moore's Novels,  Considering Identity: Views on Canadian Literature and History Olomouc: Universidad Palacký, 2015, pp. 141–156.[34]
- McSweeney, Kerry. Four Contemporary Novelists. Kingston y Montreal: McGill-Queen's University Press, ISBN 9780773503991, 1983, pp. 55–99.
- O'Donoghue, Jo. Brian Moore: A Critical Study, Montreal y Kingston: McGill University Press, 1991.
- Prosky, Murray. The Crisis of Identity in the Novels of Brian Moore, Eire-Ireland VI (Fall 1971), pp. 106–118.
- Ricks, C. The Simple Excellence of Brian Moore. New Statesman, 71: pp. 227–228, 1966.
- Sampson, Denis.  Home: A Moscow of the Mind: Notes on Brian Moore's Transition to North America in Colby Quarterly, vol. 31, issue 1 (March 1995). pp. 46–54.[35]
- Sampson, Denis. Brian Moore: The Chameleon Novelist, Toronto: Doubleday Canada, 1998
- Schumacher, Antje. Brian Moore's Black Robe: Novel, Screenplay(s) and Film (European University Studies. Series 14: Anglo-Saxon Language and Literature. Vol. 494), Frankfurt am Main: Peter Lang. Language: English ISBN 3631603215 ISBN 978-3-631-60321-5, 2010
- Sullivan, Robert. A Matter of Faith: The Fiction of Brian Moore, Londres y Westport, Connecticut: Praeger, ISBN 978-0313298714, 1996
- Whitehouse, J. C. "Grammars of Assent and Dissent in Graham Greene and Brian Moore" in Whitehouse, J. C. (ed.) Catholics on Literature, Four Courts Press, ISBN 978-1851822768, 1996, pp. 99–107

## Películas

### Películas basadas en sus obras
- Intent to Kill (1958), con guion de Jimmy Sangster, basada en la novela del mismo nombre.
- Uncle T (1985),[36] un drama de media hora, con guion de Gerald Wexler.
- The Lonely Passion of Judith Hearne (1987), con guion de Peter Nelson.
- Cold Heaven (1991), con guion de Allan Scott.
- The Statement (2003), con guion de Ronald Harwood.

### Películas sobre Brian Moore
- The Lonely Passion of Brian Moore (1986),[37] un documental que presenta al autor y analiza lo que inspiró su obra.
- The Man From God Knows Where (1993), en la serie de televisión Bookmark de la BBC.[38]

## Premios y honores
- 1955 - Premio Beta Sigma Phi a la mejor primera novela de autor canadiense para Judith Hearne.
- 1955 - Premio Primera Novela del Club de Autores (Authors' Club Best First Novel Award) para Judith Hearne, elegida por el escritor C. S. Forester.[39]
- 1959 - Beca Guggenheim.[1]
- 1960 - Premio del Gobernador General de Canadá (Governor General's Awards) a la ficción por The Luck of Ginger Coffey.[40]
- 1975 - Premio conmemorativo James Tait Black (James Tait Black Memorial Prize) de ficción por The Great Victorian Collection.[41]
- 1975 - Premio del Gobernador General a la ficción por The Great Victorian Collection.[40]
- 1976 - Preseleccionado para el premio Booker por The Doctor's Wife.[4]
- 1987 - Preseleccionado para el premio Booker por The Colour of Blood.[4]
- 1987 - Nombrado doctor honoris causa por la Universidad de la Reina de Belfast.[3]
- 1987 - Premio Sunday Express (The Sunday Express Book of the Year) a la ficción por The Colour of Blood.[1]
- 1990 - Preseleccionado para el premio Booker por Lies of Silence.[1][4]
- 1994 - Premio Robert Kirsch a la trayectoria otorgado por Los Angeles Times.[42]